# Conraua goliath
Espèce
Synonymes
- Rana goliath Boulenger, 1906

Statut de conservation UICN

 EN A2d+3d : En danger
Conraua goliath est une espèce d'amphibiens de la famille des Conrauidae. Cette grenouille africaine peut mesurer jusqu’à 300 mm de long et peser plus de 3 kg ; à ce titre, elle est considérée comme la plus grande grenouille de la planète. En français, elle est appelée Grenouille géante ou Grenouille goliath.
Il ne faut pas confondre cette espèce avec une autre grenouille géante : Litoria infrafrenata.

## Description

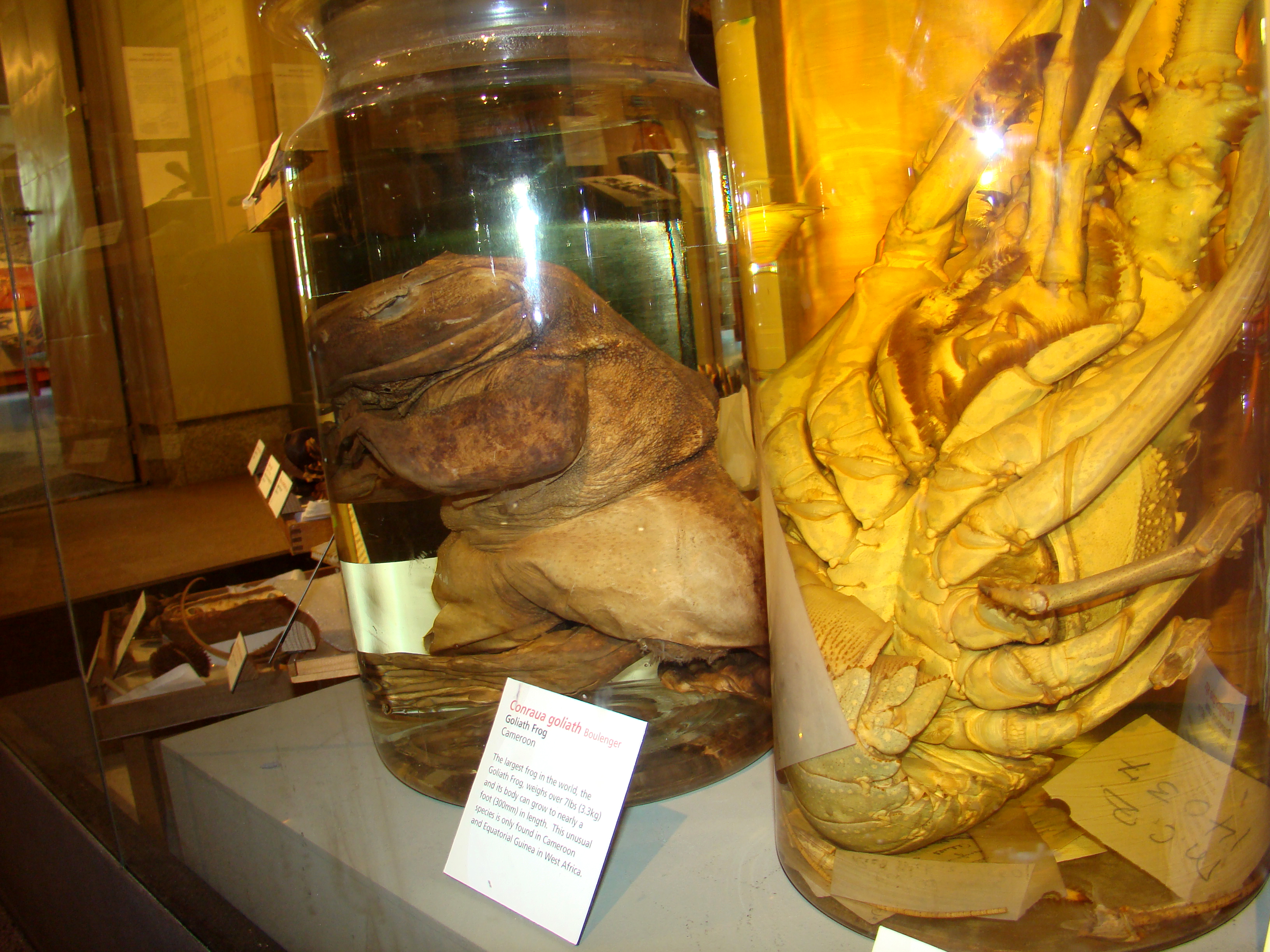
Conraua goliath au Musée d'histoire naturelle de l'université Harvard.

Conraua goliath est la plus grande grenouille de la planète. En 1889, un spécimen a été capturé dans le fleuve Sanaga (Cameroun) dont le corps mesurait 368 mm dans sa plus grande longueur et atteignait 876 mm pattes étirées, pour 3,6 kg.
Son dos est granuleux et brun-verdâtre. Son ventre et la face interne de ses membres sont jaune-orangé.
Conraua goliath est célèbre pour son incroyable capacité de saut : elle peut bondir jusqu'à 3 mètres de haut. Cependant, elle est épuisée en général après deux ou trois sauts de ce type.
Elle a une espérance de vie de 15 ans.

## Alimentation
Les têtards sont végétariens et se nourrissent d'une seule plante : Dicraeia warmingii. C'est une plante aquatique que l'on trouve uniquement près des chutes d'eau et des courants rapides. Les adultes se nourrissent de vers et d'insectes comme les libellules et les criquets. Ils peuvent aussi manger des petites grenouilles, des crabes, des tortues juvéniles et des jeunes serpents.

## Répartition

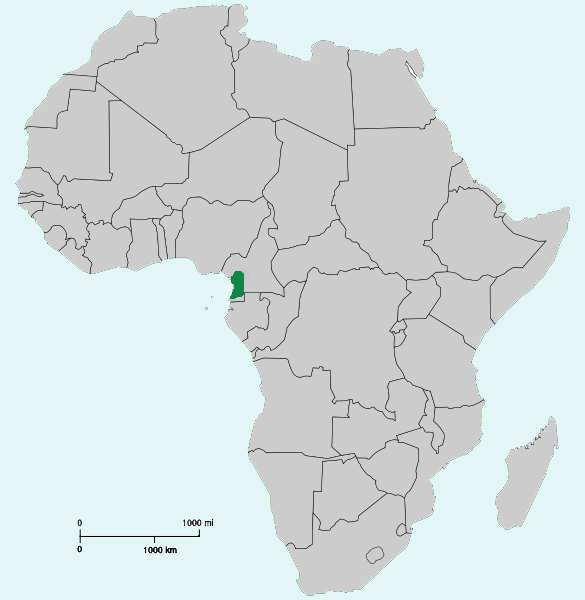
Distribution

Cette espèce se rencontre en dessous de 1 000 m d'altitude :
- dans le sud-ouest du Cameroun ;
- en Guinée équatoriale.

Sa présence est incertaine au Gabon.
On la trouve à l'état sauvage dans les rivières à courant rapide. En 2007, son aire de répartition s'étend au Nord des derniers 200 km du bassin Sanaga au Cameroun jusqu'aux derniers 50 km du bassin de la rivière Mbini en Guinée équatoriale au Sud. Les réseaux hydrologiques dans lesquelles vivent ces grenouilles sont souvent denses, dans des zones extrêmement humides (forêts pluviales) aux températures élevées.

## Reproduction

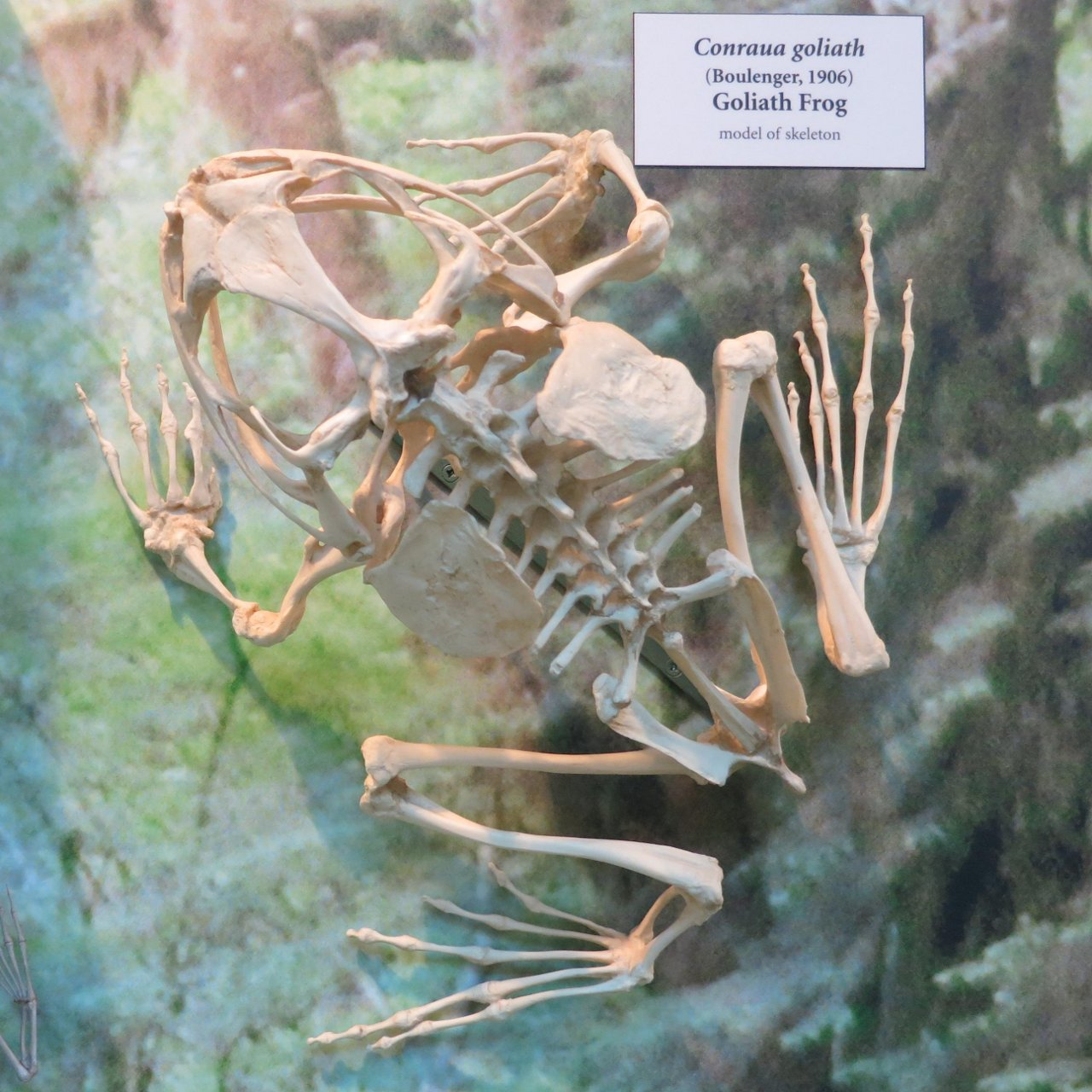
Squelette de Grenouille goliath, au Musée d'histoire naturelle de l'université d'Oxford.

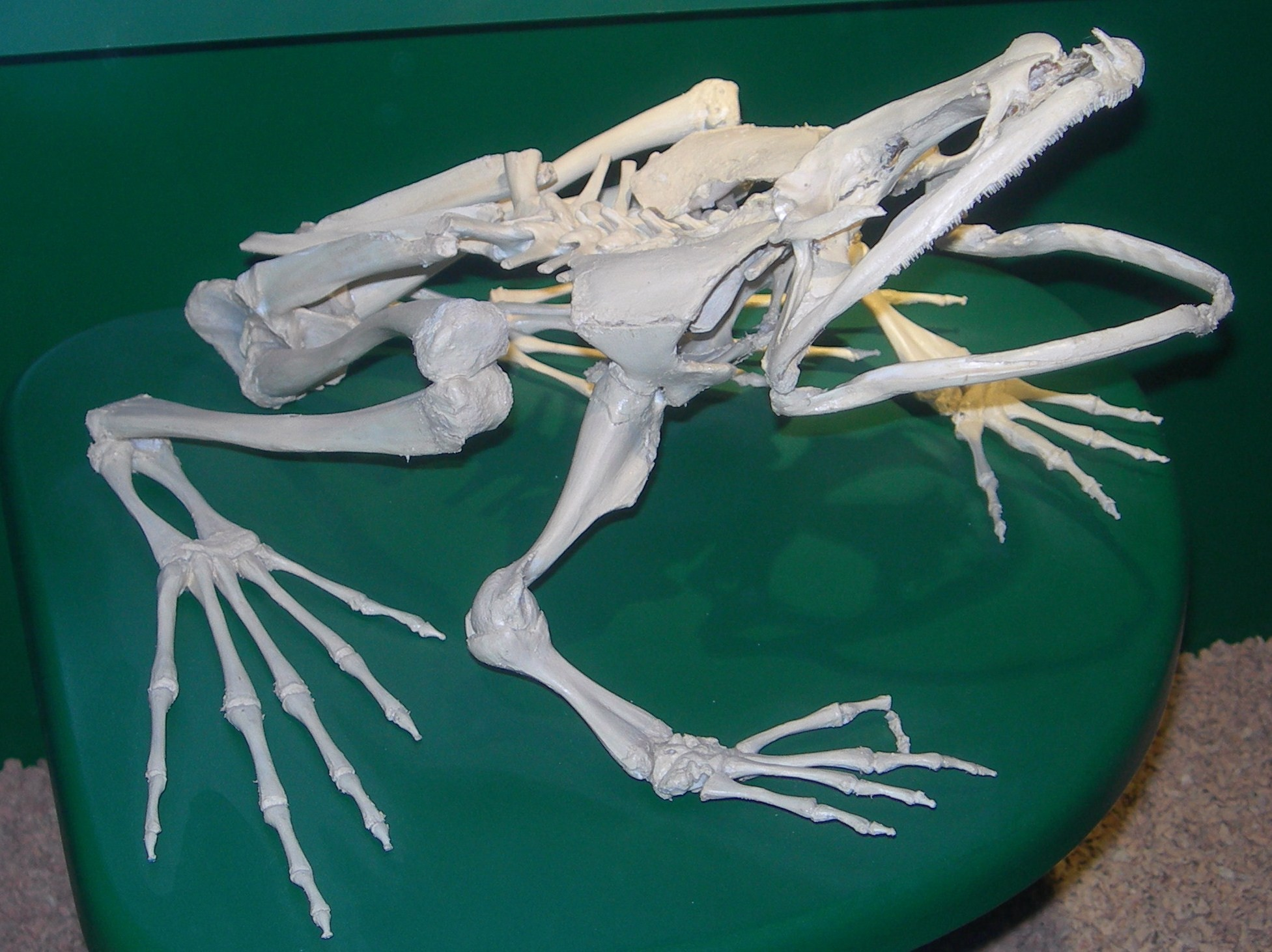
Squelette de Grenouille goliath, au Muséum d'histoire naturelle de Genève.

Les mâles Goliath appellent les femelles de façon très différente des autres espèces. Comme ils n'ont pas de sacs vocaux, ils ouvrent légèrement la bouche et produisent un son long et sifflant. Les femelles deviennent matures lorsqu’elles atteignent un poids de 1 kg et une taille de 180 mm.
Elles pondent des milliers d’œufs qui se collent à la végétation au fond de la rivière. Le développement des larves dure de 85 à 95 jours.
Une publication récente (2019) a montré comment cette grenouille forestière prend soin de sa progéniture : elle lui creuse de petites "piscines" de 10 cm de profondeur et pouvant dépasser 1 m de large, qui sont en quelque sorte des nids. 
Chacune peut contenir jusqu'à 3000 œufs chacun, parfois d'âges différents, ce qui montre qu'un même "nid" peut être utilisé par plusieurs  pondeuses. Un de ces nids a été équipé d'une caméra infrarouge time-lapse, montrant un parent en train de surveiller ses petits toute la nuit (jusqu'à l'aube), gardant apparemment les prédateurs à distance. Les plus gros mâles pourraient creuser des mares de plus d'un mètre de large et pour ce faire, ils peuvent déplacer des pierres pesant jusqu'à deux tiers de leur propre poids. Un tel degré de soins parentaux est inhabituel chez les amphibiens, et il pourrait expliquer pourquoi cette espèce a pu devenir si grosse.

## Relations avec les humains
Conraua goliath est consommée dans certains régions d'Afrique de l'Ouest. Elle est également fortement exportée vers des zoos et des trafiquants d'animaux les vendent comme animal de compagnie. Malheureusement, ces grenouilles ne s'épanouissent pas en captivité et ne s'y reproduisent quasiment jamais. Grâce à sa classification comme espèce en danger, le gouvernement de Guinée équatoriale n'autorise plus que 300 exportations de Conraua goliath au maximum par an. Heureusement pour cette grenouille, les trafiquants d'animaux les plus expérimentés n'en trouvent généralement pas plus d'une douzaine sur une zone donnée.

## Publication originale
- Boulenger, 1906 : Descriptions of new batrachians discovered by Mr. G.L. Bates in South Cameroon. Annals and Magazine of Natural History, sér. 7, vol. 17, p. 317-323 (texte intégral).